# تاماش کیش
تاماش کیش (مجاری: Kiss Tamás؛ زادهٔ ۹ مهٔ ۱۹۸۷) قایقران کانو اهل مجارستان است.